# あの世の社会科見学
『あの世の社会科見学』（あのよのしゃかいかけんがく）は、安斎かなえによる日本の漫画作品。『本当にあった愉快な話』にて連載中。“本当にあった愉快な話　2024年９月号”. 竹書房. 2025年8月13日閲覧。

## あらすじ
霊感ゼロのホラー漫画家・安斎かなえと担当編集が、霊能者・流光七奈に死後の世界について尋ねる。あの世への道のりや暮らしぶり、ペットの死後についてなど、読者の疑問に答える。“あの世の社会科見学 死後に備える基礎知識編”. 株式会社竹書房 公式サイト.   竹書房. 2025年8月13日閲覧。

## 登場人物
安斎かなえ
霊感はまったくないが、ホラーが大好きな漫画家。死後の世界について興味があり、お化け探知機を購入したり、霊能者に話を聞きに行ったりしている。“あの世の社会科見学 悪霊うごめく恐怖の暗黒界編”. 株式会社竹書房 公式サイト.   竹書房. 2025年8月13日閲覧。

## 書誌情報
- 安斎かなえ（著者）、流光七奈（協力） 竹書房〈バンブーエッセイセレクション〉、既刊5巻（2024年9月12日現在）
  1. 2020年7月9日発売[2]、ISBN 978-4-8019-2326-3
  2. 2021年7月8日発売[3]、ISBN 978-4-8019-2734-6
  3. 2022年7月14日発売[4]、ISBN 978-4-8019-3197-8
  4. 2023年8月31日発売[5]、ISBN 978-4-8019-3675-1
  5. 2024年9月12日発売[6]、ISBN 978-4-8019-4139-7